# Dicranomyia danica
Dicranomyia danica är en tvåvingeart som beskrevs av Carl Ernst Otto Kuntze 1919. Dicranomyia danica ingår i släktet Dicranomyia och familjen småharkrankar. Arten är reproducerande i Sverige. Inga underarter finns listade i Catalogue of Life.